# Église Santa Maria dei Sette Dolori
Léglise Santa Maria dei Sette Dolori est un édifice religieux catholique du XVIIe siècle, située via Garibaldi, dans le quartier Trastevere (Rome).

## Histoire
Sise sur les pentes du Janicule, l'église a été rattachée au monastère des oblates augustines fondé, autour de 1640, par Camilla Virginia Savelli Farnese, duchesse de Latera, sur le conseil de sa cousine Giacinta Marescotti. Le monastère avait comme finalité d'inculquer un mode de vie religieuse aux jeunes gens de la noblesse mais de petite constitution : en réalité, les oblates observaient une règle mitigée approuvée par le pape Alexandre VII le 16 juin 1663.
Les oblates dispensaient une éducation destinée aux filles des nobles désargentés. Les sœurs, en outre, se dédiaient à la préparation des jeunes filles pour la première communion et ouvrirent en 1951 un refuge pour les orphelins du Trastevere.
Par décret du 11 octobre 1969 la Congrégation pour les instituts de vie consacrée et les sociétés de vie apostolique unit la communauté des Oblates augustines de Santa Maria dei Sette Dolori à l'institut des sœurs Oblate de Santo Bambino Gesù.
Une partie du monastère, acquis à titre privé, a été transformée en hôtel.

## L'édifice de Borromini
Le projet pour l'édifice est dû à Francesco Borromini, qui du cependant interrompre ses travaux en 1655 par manque de fonds.
La façade de l'édifice en briques grises est laissée inachevée. Elle est articulée en lignes courbes et contre-courbes, dans l'esprit de l'architecture baroque de Borromini. 
Il est à noter que la façade ne se trouve pas sur le mur pignon de l'édifice mais sur son mur gouttereau, du côté gauche de la nef. Le portail donne accès à un vestibule à plan centré inspiré de celui de la Villa Adriana à Tivoli.
L'église présente quant à elle un plan basilical à angles émoussés ainsi qu'un transept légèrement saillant.
Enfin, il convient de remarquer la forme de l'autel majeur, surmonté de deux volutes.

## Décor intérieur
À l'intérieur de l'église se trouvent un retable de Saint Augustin et le mystère de la Trinité, œuvre de jeunesse de Carlo Maratta et dans le couvent, une toile de Marco Benefial.

## Lieu de refuge des hébreux durant l'Holocauste
Le monastère des oblates augustines fut un des principaux lieux de refuge des juifs de Rome durant l'occupation nazie, lors de la Seconde Guerre mondiale. 103 juifs y furent accueillis par les sœurs.